# Copa do Imperador
A Copa do Imperador (em japonês 天皇杯全日本サッカー選手権大会) é a segunda maior competição futebolística do Japão. É disputada em sistema eliminatório com final única, sempre no dia 1° de janeiro, em Tóquio, precisamente no Estádio Nacional. O campeão disputa a Supercopa, contra o vencedor da J. League e garante vaga na Liga dos Campeões da AFC. 
A Copa do Imperador é a competição do país que mais equipes integram em sua disputa.

## Fórmula de disputa
Atualmente, a Copa é disputada por 88 clubes, sendo eles:
- Os 18 clubes da 1ª Divisão da J-League;
- Os 22 clubes da 2ª Divisão da J-League;
- Os times universitários;
- 23 prefeituras.

Na Primeira Fase jogam os times das prefeituras e o time convidado da universidade. na segunda fase jogam os times das divisões e o convidado.

Em todas as fases os jogos são eliminatórios em partida única, em caso de empate se disputa a prorrogação, persistindo o empate a partida é decidida nos pênaltis.

## Finais depois a criação da J.League

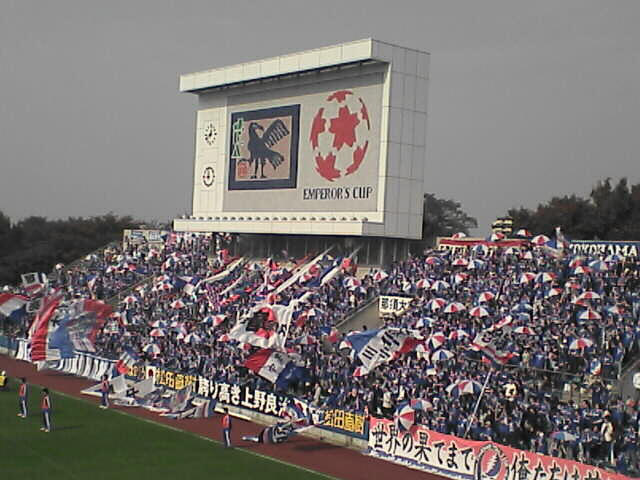
Emperors Cup, Yokohama v. Sendai, 3 Nov 2005

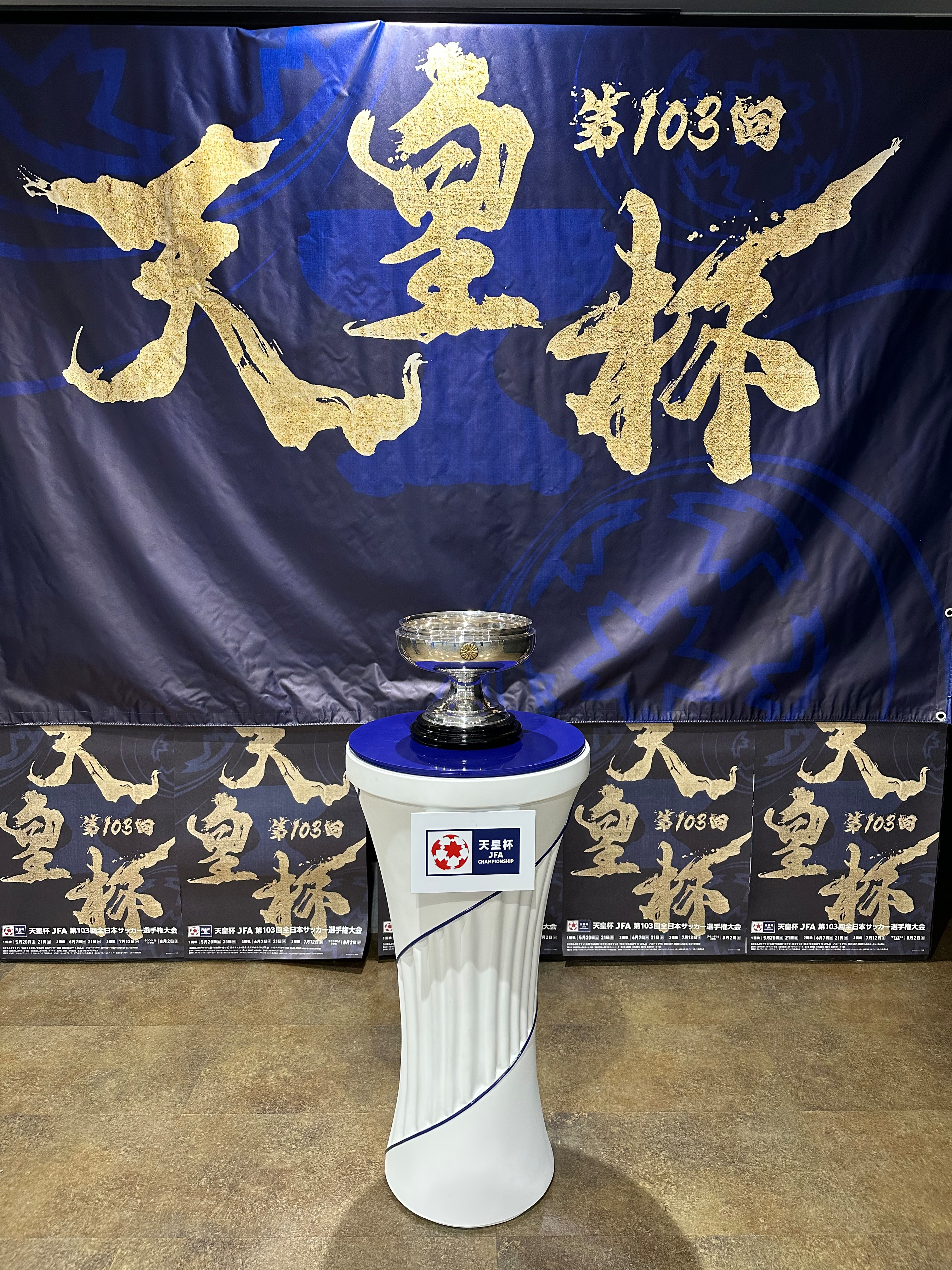
Emperor's Cup

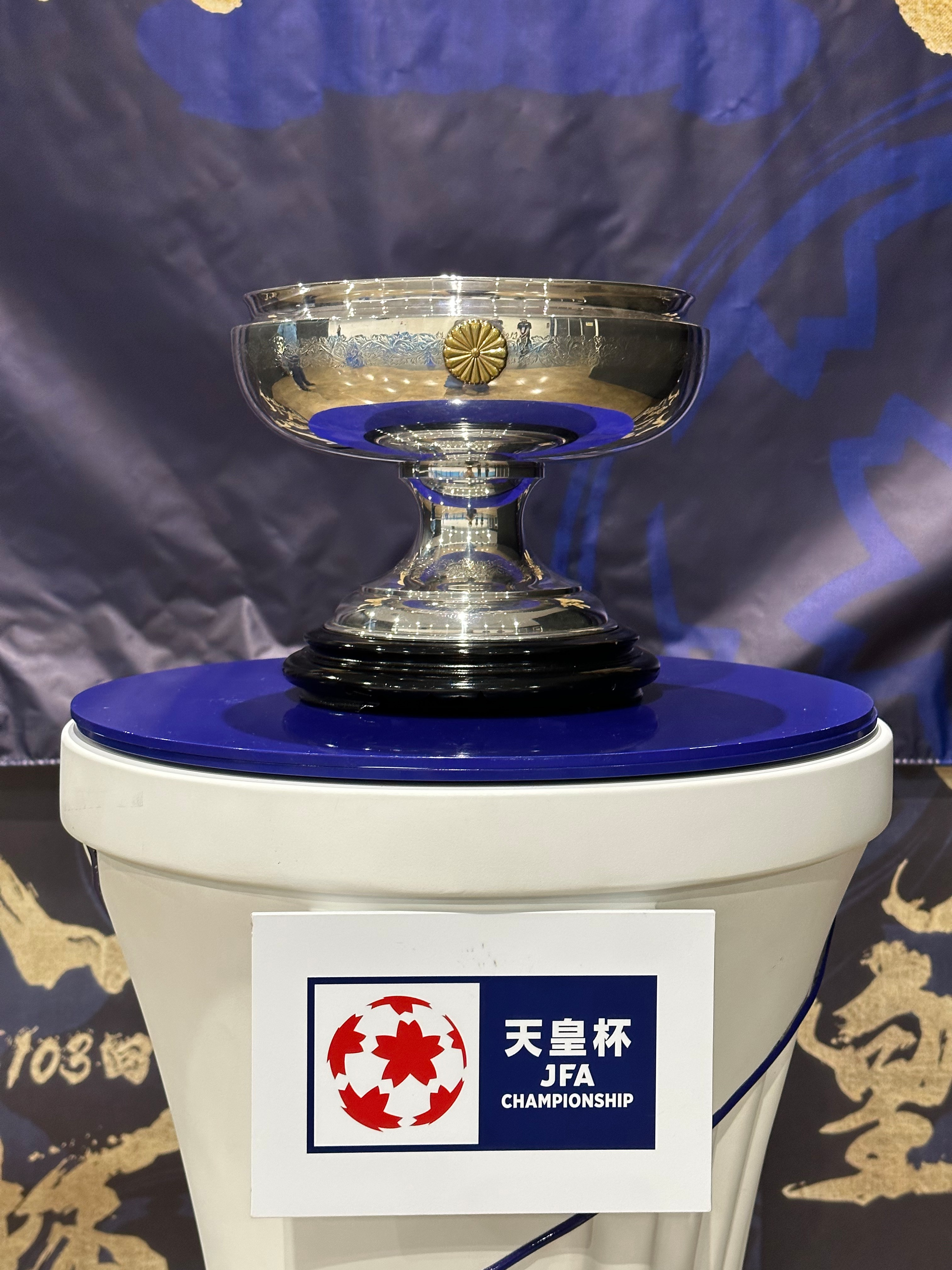
Emperor's Cup

| Ano  | Campeão             | Placar      | Vice-campeão        | Palco da final                    | Público |
| ---- | ------------------- | ----------- | ------------------- | --------------------------------- | ------- |
| 1992 | Yokohama F. Marinos | 2–1         | Tokyo Verdy         | Estádio Olímpico de Tóquio        | 2.452   |
| 1993 | Yokohama Flügels    | 6–2         | Kashima Antlers     | Estádio Olímpico de Tóquio        | 53.540  |
| 1994 | Shonan Bellmare     | 2–0         | Cerezo Osaka        | Estádio Olímpico de Tóquio        | 48.312  |
| 1995 | Nagoya Grampus      | 3–0         | Sanfrecce Hiroshima | Estádio Olímpico de Tóquio        | 47.021  |
| 1996 | Tokyo Verdy         | 3–0         | Sanfrecce Hiroshima | Estádio Olímpico de Tóquio        | 38.737  |
| 1997 | Kashima Antlers     | 3–0         | Yokohama Flügels    | Estádio Olímpico de Tóquio        | 48.016  |
| 1998 | Yokohama Flügels    | 2–1         | Shimizu S-Pulse     | Estádio Olímpico de Tóquio        | 50.304  |
| 1999 | Nagoya Grampus      | 2–0         | Sanfrecce Hiroshima | Estádio Olímpico de Tóquio        | 47.172  |
| 2000 | Kashima Antlers     | 3–2         | Shimizu S-Pulse     | Estádio Olímpico de Tóquio        | 53.501  |
| 2001 | Shimizu S-Pulse     | 3–2         | Cerezo Osaka        | Estádio Olímpico de Tóquio        | 46.728  |
| 2002 | Kyoto Sanga         | 2–1         | Kashima Antlers     | Estádio Olímpico de Tóquio        | 50.526  |
| 2003 | Júbilo Iwata        | 1–0         | Cerezo Osaka        | Estádio Olímpico de Tóquio        | 51.167  |
| 2004 | Tokyo Verdy         | 2–1         | Júbilo Iwata        | Estádio Olímpico de Tóquio        | 50.233  |
| 2005 | Urawa Red Diamonds  | 2–1         | Shimizu S-Pulse     | Estádio Olímpico de Tóquio        | 51.536  |
| 2006 | Urawa Red Diamonds  | 1–0         | Gamba Osaka         | Estádio Olímpico de Tóquio        | 46.880  |
| 2007 | Kashima Antlers     | 2–0         | Sanfrecce Hiroshima | Estádio Olímpico de Tóquio        | 46.357  |
| 2008 | Gamba Osaka         | 1–0         | Kashiwa Reysol      | Estádio Olímpico de Tóquio        | 44.066  |
| 2009 | Gamba Osaka         | 4–1         | Nagoya Grampus      | Estádio Olímpico de Tóquio        | 42.140  |
| 2010 | Kashima Antlers     | 2–1         | Shimizu S-Pulse     | Estádio Olímpico de Tóquio        | 41.348  |
| 2011 | FC Tokyo            | 4–2         | Kyoto Sanga         | Estádio Olímpico de Tóquio        | 41.974  |
| 2012 | Kashiwa Reysol      | 1–0         | Gamba Osaka         | Estádio Olímpico de Tóquio        | 46.927  |
| 2013 | Yokohama F. Marinos | 2–0         | Sanfrecce Hiroshima | Estádio Olímpico de Tóquio        | 46.599  |
| 2014 | Gamba Osaka         | 3–1         | Montedio Yamagata   | Nissan Stadium                    | 47.829  |
| 2015 | Gamba Osaka         | 2–1         | Urawa Red Diamonds  | Ajinomoto Stadium                 | 43.809  |
| 2016 | Kashima Antlers     | 2–1         | Kawasaki Frontale   | Suita City Stadium                | 34.166  |
| 2017 | Cerezo Osaka        | 2–1         | Yokohama F. Marinos | Estádio Saitama 2002              | 42.029  |
| 2018 | Urawa Red Diamonds  | 1–0         | Vegalta Sendai      | Estádio Saitama 2002              | 50.978  |
| 2019 | Vissel Kobe         | 2–0         | Kashima Antlers     | Estádio Nacional do Japão         | 57.597  |
| 2020 | Kawasaki Frontale   | 1–0         | Gamba Osaka         | Estádio Nacional do Japão         | 13.318  |
| 2021 | Urawa Red Diamonds  | 2–1         | Oita Trinita        | Estádio Nacional do Japão         | 57.785  |
| 2022 | Ventforet Kofu      | 1–1 (5–4 p) | Sanfrecce Hiroshima | Estádio Internacional de Yokohama | 37.998  |
| 2023 | Kawasaki Frontale   | 0–0 (8–7 p) | Kashiwa Reysol      | Estádio Nacional do Japão         | 62.637  |
| 2024 | Vissel Kobe         | 1–0         | Gamba Osaka         | Estádio Nacional do Japão         | 56.824  |

## Títulos por clube
| Clube               | Títulos                          | Vices                                  |
| ------------------- | -------------------------------- | -------------------------------------- |
| Kashima Antlers     | 5 (1997, 2000, 2007, 2010, 2016) | 3 (1993, 2002, 2019)                   |
| Gamba Osaka         | 4 (2008, 2009, 2014, 2015)       | 4 (2006, 2012, 2020, 2024)             |
| Urawa Red Diamonds  | 4 (2005, 2006, 2018, 2021)       | 1 (2015)                               |
| Kawasaki Frontale   | 2 (2020, 2023)                   | 1 (2016)                               |
| Nagoya Grampus      | 2 (1995, 1999)                   | 1 (2009)                               |
| Tokyo Verdy         | 2 (1996, 2004)                   | 1 (1992)                               |
| Yokohama F. Marinos | 2 (1992, 2013)                   | 1 (2017)                               |
| Yokohama Flügels    | 2 (1993, 1998)                   | 1 (1997)                               |
| Vissel Kobe         | 2 (2019, 2024)                   | 0                                      |
| Shimizu S-Pulse     | 1 (2001)                         | 4 (1998, 2000, 2005, 2010)             |
| Cerezo Osaka        | 1 (2017)                         | 3 (1994, 2001, 2003)                   |
| Kashiwa Reysol      | 1 (2012)                         | 2 (2008, 2023)                         |
| Júbilo Iwata        | 1 (2003)                         | 1 (2004)                               |
| Kyoto Sanga         | 1 (2002)                         | 1 (2011)                               |
| Shonan Bellmare     | 1 (1994)                         | 0                                      |
| FC Tokyo            | 1 (2011)                         | 0                                      |
| Ventforet Kofu      | 1 (2022)                         | 0                                      |
| Sanfrecce Hiroshima | 0                                | 6 (1995, 1996, 1999, 2007, 2013, 2022) |
| Montedio Yamagata   | 0                                | 1 (2014)                               |
| Oita Trinita        | 0                                | 1 (2021)                               |
| Vegalta Sendai      | 0                                | 1 (2018)                               |